# 斑鰭髭八角魚
斑鰭髭八角魚，為輻鰭魚綱鮋形目杜父魚亞目八角魚科的其中一種，為溫帶海水魚，分布於西北太平洋日本北部至鄂霍次克海海域，棲息深度20-102公尺，體長可達20公分，棲息在底層水域，生活習性不明，可作為觀賞魚。